# Uitgeest
Uitgeest és un municipi de la província d'Holanda del Nord, al centre-oest dels Països Baixos. L'1 de gener de 2009 tenia 12.514 habitants repartits per una superfície de 22,31 km² (dels quals 3,13 km² corresponen a aigua). Limita al nord amb Castricum, a l'oest amb Heemskerk, a l'est amb Graft-De Rijp i al sud amb Zaanstad.

## Centres de població
Assum, Busch en Dam, Groot Dorregeest, Uitgeest.

## Ajuntament
El consistori està format per 15 regidors:
- Progressief Uitgeest, 4 regidors
- CDA, 3 regidors
- UVP, 3 regidors
- PvdA, 2 regidors
- VVD, 2 regidors
- D66, 1 regidor